# Rodrigo Moledo
Rodrigo Modesto da Silva Moledo (Rio de Janeiro, 27 ottobre 1987) è un calciatore brasiliano, difensore del Coritiba.

## Palmarès

### Club

#### Competizioni statali
- Campionato Gaúcho: 2

Internacional: 2011, 2012

#### Competizioni internazionali
- Recopa Sudamericana: 1

Internacional: 2011